# Свердловская детская филармония
Свердловская государственная детская филармония — первая в России детская филармония, у которой есть свои концертные залы и концертный план, уникальное концертное объединение, где главные артисты — дети. Сегодня в шести коллективах Детской филармонии занимается больше тысячи детей от 4 до 18 лет. Детская филармония входит в Союз концертных организаций России и ежегодно проводит порядка 250 концертов, зрителями которых становятся более 135 000 зрителей.

## История
- 1979 год — появились два творческих коллектива: Капелла мальчиков и юношей — создатель и руководитель Балтер Лариса Александровна ; и ансамбль танца «Улыбка» — создатель и руководитель до 1986г Миронова Татьяна Петровна.
- 1981 год - ансамбль танца "Улыбка" Детской филармонии принимает участие в фестивале дружбы молодёжи ВНР и СССР.
- 1982 год — создан фестиваль Детского музыкального творчества «Земля — наш общий дом».
- 1984 год — разворачивается активная концертная деятельность артистов Детской филармонии с известными творческими коллективами и артистами страны.
- 1985 год — Капелла мальчиков и юношей Детской филармонии принимает участие во Всемирном фестивале молодёжи и студентов в Москве.
- 1987 год — первые гастроли коллективов Детской филармонии в Германию, Японию и Китай.
- 1988 год — по инициативе Детской филармонии создана оперная студия.
- 1988 год — появился новый творческий коллектив — Джаз-хор, который мгновенно завоевал зрительское признание.
- 1991 год — Детская филармония выделена из состава государственной Филармонии в самостоятельную организацию.
- 1991 год — создан Ансамбль скрипачей.
- 1992 год — создан Оркестр народных инструментов.
- 1997 год — постановка российско — австрийско — голландского мюзикла «Тепловая энергия» с участием коллективов Детской филармонии, российских и зарубежных артистов.
- 2004 год — созданы концертные циклы для детей разного возраста.
- 2004 год — создание Попечительского совета Детской филармонии.
- 2007 год — презентация мультимедиапроекта ансамбля танца «Улыбка» «Танцующий мир». За программу художественный руководитель ансамбля Ольга Журавлева удостоена Премии Губернатора Свердловской области.
- 2008 год — состоялся XII Международный фестиваль детского музыкального творчества «Земля — наш общий дом», который стал первым официальным мероприятием в преддверии саммита ШОС в Екатеринбурге в 2009 году.
- 2008 год — ансамбль танца «Улыбка» и Джаз-хор стали Лауреатами международного фестиваля «Мелодии Шварцвальда» в Австрии.
- 2009 год — ансамбль танца «Улыбка» завоевал бронзовую медаль хореографического конкурса «Танцевальный Олимп» в Берлине.
- 2010 год — состоялся XIII Международный фестиваль детского музыкального творчества «Земля — наш общий дом», где впервые приняли участие коллективы из Сирии и США.
- 2012 год — в главном здании Детской филармонии закончен ремонт, который продлился почти 5 лет.
- 2013 — Джаз-хор под руководством Марины Макаровой привозит золотые медали с международного музыкального фестиваля в Лланголлене (Уэльс) и денежный приз 2 800 фунтов.
- 2013 — переименованы концертные залы детской филармонии. Камерный зал получил имя основателя Уральского академического филармонического оркестра, создателя первого детского оркестра в Екатеринбурге Марка Павермана. Большой зал был назван в честь основательницы города Екатерины I.
- 2014 — создан Театр мюзикла.